# Microthopus castanopterus
Microthopus castanopterus är en skalbaggsart som beskrevs av Hermann Burmeister 1855. Microthopus castanopterus ingår i släktet Microthopus och familjen Melolonthidae. Inga underarter finns listade i Catalogue of Life.